# Área metropolitana de Columbia (Carolina del Sur)
El área metropolitana de Columbia o conocida oficialmente como Área Estadística Metropolitana de Columbia, SC MSA por la Oficina de Administración y Presupuesto, es un Área Estadística Metropolitana centrada en la ciudad de Columbia, capital del estado estadounidense de Carolina del Sur. El área metropolitana tiene una población de 767.598 habitantes según el Censo de 2010, convirtiéndola en la 70.º área metropolitana más poblada de los Estados Unidos.

## Composición
Los 6 condados del área metropolitana, junto con su población según los resultados del censo 2010:
- Calhoun – 15.175 habitantes
- Fairfield – 23.956 habitantes
- Kershaw – 61.697 habitantes
- Lexington – 262.391 habitantes
- Richland – 384.504 habitantes
- Saluda – 19.875 habitantes

## Área Estadística Metropolitana Combinada
El Área Estadística Metropolitana Combinada de Columbia - Newberry, SC CSA está formada por el área metropolitana de Columbia junto con el Área Estadística Micropolitana de Newberry, SC µSA, situada en la Newberry de 37.508 habitantes ; totalizando 805.106 habitantes en un área de 11.606 km².

## Principales comunidades del área metropolitana
Ciudad principal 
- Columbia

Comunidades con más de 10.000 habitantes 
- Cayce
- Dentsville
- Forest Acres
- Irmo
- Lexington
- Seven Oaks
- St. Andrews
- West Columbia